# Liste des titres musicaux numéro un en Suisse en 2007
Cette page liste les titres numéro un au Swiss Music Charts en 2007.
| Singles | Albums |
| --- | --- |
| - Nelly Furtado - All Good Things (Come to an End) - 11 semaines (31 décembre 2006 - 17 mars 2007) - Nelly Furtado - Say It Right - 1 semaine (18 mars - 24 mars, en tout 4 semaines) - Jennifer Lopez - Qué Hiciste - 1 semaine (25 mars - 31 mars, en tout 2 semaines) - Nelly Furtado - Say It Right - 1 semaine (1er avril - 7 avril, en tout 4 semaines) - Jennifer Lopez - Qué Hiciste - 1 semaine (8 avril - 14 avril, en tout 2 semaines) - Nelly Furtado - Say It Right - 2 semaines (15 avril - 28 avril, en tout 4 semaines) - Beyoncé & Shakira – Beautiful Liar - 4 semaines (29 avril - 26 mai) - Mark Medlock – Now or Never - 2 semaines (27 mai - 9 juin) - Rihanna feat. Jay-Z – Umbrella - 9 semaines (10 juin - 11 août) - Monrose – Hot Summer - 2 semaines (12 août - 25 août) - Marquess – Vayamos compañeros - 1 semaine (26 août - 1er septembre) - James Blunt – 1973 - 8 semaines (2 septembre - 27 octobre) - Rihanna – Don't Stop the Music - 2 semaines (28 octobre - 10 novembre, en tout 5 semaines) - Alicia Keys – No One - semaines (11 novembre - 17 novembre) - Rihanna – Don't Stop the Music - 3 semaines (18 novembre - 8 décembre, en tout 5 semaines) - OneRepublic - Apologize - 7 semaines (9 décembre - 26 janvier 2008) | - Il Divo - Siempre - 2 semaines (31 décembre 2006 - 13 janvier, en tout 4 semaines) - Nelly Furtado - Loose - 1 semaine (14 janvier - 20 janvier, en tout 3 semaines) - Florian Ast - Läbeszeiche - 1 semaine (21 janvier - 27 janvier, en tout 2 semaines) - Carla Bruni - No Promises - 1 semaine (28 janvier - 3 février) - Florian Ast - Läbeszeiche - 1 semaine (4 février - 10 février, en tout 2 semaines) - Norah Jones - Not Too Late - 3 semaines (11 février - 3 mars) - Stress - Renaissance - 2 semaines (4 mars - 17 mars) - Herbert Grönemeyer - 12 - 3 semaines (18 mars - 7 avril) - Jennifer Lopez - Como ama una mujer - 3 semaines (8 avril - 28 avril) - Stephan Eicher – Eldorado - 2 semaines (29 avril - 12 mai) - Gotthard - Domino Effect - 2 semaines (13 mai - 26 mai) - Linkin Park – Minutes to Midnight - 1 semaine (27 mai - 2 juin, en tout 3 semaines) - Baschi – Fürs Volk - 1 semaine (3 juin - 9 juin) - Linkin Park – Minutes to Midnight - 2 semaines (10 juin - 23 juin, en tout 3 semaines) - Bon Jovi – Lost Highway - 5 semaines (24 juin - 28 juillet) - Rihanna – Good Girl Gone Bad - 1 semaine (29 juillet - 4 août) - Prince – Planet Earth - 2 semaines (5 août - 18 août) - beFour - All 4 One - 1 semaine (19 août - 25 août) - Mika – Life in Cartoon Motion - 2 semaines (26 août - 8 septembre) - Ben Harper & The Innocent Criminals – Lifeline - 1 semaine (9 septembre - 15 septembre) - Manu Chao - La Radiolina - 1 semaine (16 septembre - 22 septembre) - 50 Cent - Curtis - 1 semaine (23 septembre - 29 septembre) - James Blunt - All the Lost Souls - 2 semaines (30 septembre - 13 octobre, en tout 3 semaines) - Nightwish - Dark Passion Play - 1 semaine (14 octobre - 20 octobre) - Katie Melua - Pictures - 2 semaines (21 octobre - 3 novembre) - James Blunt - All the Lost Souls - 1 semaine (4 novembre - 10 novembre, en tout 3 semaines) - Eros Ramazzotti – E² - 2 semaines (11 novembre - 24 novembre) - Alicia Keys – As I Am - 2 semaines (25 novembre - 8 décembre) - Céline Dion – Taking Chances - 1 semaine (9 décembre - 15 décembre) - Amy Winehouse – Back to Black - 6 semaines (16 décembre - 26 janvier 2008, en tout 10 semaines) |

## Classement de fin d'année
| Singles | Albums |
| --- | --- |
| 1. DJ Ötzi & Nik P.: Ein Stern (der deinen Namen trägt) 2. Rihanna feat. Jay-Z: Umbrella 3. Nelly Furtado: Say It Right 4. Nelly Furtado: All Good Things (Come to an End) 5. Mika: Relax, Take It Easy 6. Ville Valo & Natalia Avelon : Summer Wine 7. James Blunt: 1973 8. P!nk & Indigo Girls: Dear Mr. President 9. Mika: Grace Kelly 10. Rihanna: Don't Stop the Music | 1. Nelly Furtado: Loose 2. James Blunt: All the Lost Souls 3. Amy Winehouse: Back to Black 4. Mika: Life in Cartoon Motion 5. Linkin Park: Minutes to Midnight 6. Norah Jones: Not Too Late 7. Stress: Renaissance 8. Rihanna: Good Girl Gone Bad 9. Katie Melua: Pictures 10. Eros Ramazzotti: E² |